# Vinje
Vinje ist eine Kommune im norwegischen Fylke Telemark. Im Norden grenzt sie an Nore og Uvdal, im Osten an Tinn und Seljord, im Süden an Tokke und Bykle und im Westen an Suldal und Ullensvang. Die höchste Erhebung ist mit 1674 moh. die Nupsegga. Flächenmäßig ist Vinje (nach Rendalen) die zweitgrößte Gemeinde in Südnorwegen und ist größer als das gesamte Fylke Vestfold. Mit 1,24 Einwohnern/km² ist die Gemeinde sehr dünn besiedelt. Nur 15 % der Bevölkerung wohnen in geschlossenen Siedlungsgebieten. Die Gemeinde ist die höchstgelegene in Telemark und erstreckt sich entlang des Nationalparks Hardangervidda. Sie besitzt ein 90 km² großes Gelände im Nationalpark, Berunuten Vest, mit sechs Hütten zur freien Verfügung.
Die Wirtschaft florierte viele Jahre lang. 2002 betrugen die Durchschnittseinnahmen pro Einwohner 33.478 Kronen (Landesdurchschnitt 24.771 Kronen). Das verdankt die Gemeinde zum großen Teil den Einnahmen durch den Ausbau des Flusses Tokke in den sechziger und siebziger Jahren. Die Einwohner profitieren außerdem von den niedrigen Strompreisen. Auf der anderen Seite wurden große Bergregionen am Rande der Hardangervidda durch Stauseeprojekte wie den Songavatn und das Møsvatn unwiederbringlich zerstört.
Größter Arbeitgeber in Vinje ist die Gemeinde. Das Rehabilitationszentrum in Rauland ist der größte private Arbeitgeber. 39,4 % der Beschäftigten arbeiten in der öffentlichen Verwaltung. An sonstigen wichtigen Arbeitgebern ist die Maschinenbaufirma Nemek zu erwähnen.
Der bekannte Wintersportort Rauland liegt in Vinje und zieht jedes Jahr viele Touristen an.

## Söhne und Töchter der Gemeinde
- Aasmund Olavsson Vinje (1818–1870), Schriftsteller
- Albert E. Rice (1845–1921), US-amerikanischer Bankier, Zeitungsjournalist und Politiker
- Aslaug Vaa (1889–1965), Schriftstellerin (Aslaug Vaa wurde in Vinje geboren, wuchs aber in Kviteseid auf und wird eigentlich dorthin verortet).
- Tarjei Vesaas (1897–1970), Schriftsteller
- Aslak Versto (1924–1972), Bürgermeister, Stortingsabgeordneter, Widerstandskämpfer
- Sondre Bratland (* 1938), Musiker
- Olav Versto (* 1950), Journalist, Redakteur
- Astrid Versto (* 1953), Journalistin, Pressesprecherin am Schloss
- Stein Versto (* 1957), Schriftsteller
- Åshild Lofthus (* 1971), Snowboardfahrerin
- Odd Nordstoga (* 1972), Sänger und Komponist
- Terje Håkonsen (* 1974), Snowboardfahrer